# Postglacjał
Postglacjał - okres po zlodowaceniu. Termin ten używany jest głównie w odniesieniu do ostatniego zlodowacenia. Niektóre słowniki specjalistyczne synonimizują go z holocenem.